# Antoine de Saint-Exupéry
Antoine-Marie Roger, viconte de Saint-Exupéry (n. 29 iunie 1900, Lyon, Rhône⁠(d), Franța – d. 31 iulie 1944, île de Riou⁠(d), Provence-Alpes-Côte d'Azur, Franța) a fost un poet, jurnalist, aristocrat, romancier și eseist francez, aviator căzut pe frontul antifascist. S-a făcut cunoscut unui cerc larg de cititori în special datorită povestirii „Le Petit Prince“ („Micul Prinț“, 1943), una din cele mai răspândite cărți din lume, tradusă în trei sute șaizeci și una de limbi.

## Viața
Antoine de Saint-Exupéry s-a născut pe 29 iunie 1900 la Lyon. În 1910 intră la colegiul din Le Mans și își continuă studiile la Fribourg (Elveția) . În 1921 intră în aviația franceză și, în 1926, devine pilot de linie al unei companii particulare. La începutul celui de-al al Doilea Război Mondial se înrolează în aviația militară franceză și, după armistițiul din 1940, părăsește Franța și se stabilește la New York (S.U.A.). În toamna anului 1942, odată cu debarcarea trupelor aliate în Africa de nord, Saint-Exupéry părăsește America și își reia activitatea ca pilot de război.
După o perioadă de instructaj în Statele Unite ale Americii, participă, începând din 1943, la mai multe misiuni în Africa, Sardinia și Corsica. În timpul unui zbor de recunoaștere deasupra Mării Mediterane la 31 iulie 1944, avionul său este doborât și Antoine de Saint-Exupéry este considerat, de atunci, dispărut.
În 1998 s-au găsit în Marea Mediterană o brățară gravată cu numele său și bucăți din avionul Lightning P38, cu care decolase din Corsica. În octombrie 2003, din largul mării, în dreptul Marsiliei au fost scoase la suprafață fragmente ale avionului, care au putut să fie identificate fără dubiu ca aparținând avionului cu care zburase Saint-Exupéry.

## Opera
Primele sale romane, „Courrier Sud“ („Curierul de Sud“, 1929) și „Vol de nuit“ („Zbor de noapte“, distins în 1931 cu Premiul Femina), ilustrează experiența sa de aviator și se remarcă prin descrierea unor situații periculoase (risc de prăbușire, singurătatea la mare înălțime etc.). Operele ulterioare, „Terre des Hommes“ („Pământul oamenilor“, premiat în 1939 de Academia Franceză cu Marele Premiu al Romanului) și „Pilote de guerre“ („Pilot de război“, 1942), redau filosofia de viață impregnată de umanism a lui Antoine de Saint-Exupéry.
Povestirea modernă „Le Petit Prince“ („Micul prinț“, 1943), având deviza: „Numai cu inima poți vedea bine, lucrurile esențiale rămân ascunse ochilor“, s-a bucurat în epoca de după război de o mare popularitate. Un mic locuitor al unei planete minuscule pornește într-o lungă călătorie prin lume, să caute adevăratul sens al vieții. În cursul peregrinărilor sale, ajunge să-și dea seama că pentru a fi fericit „ajunge să te gândești că undeva, printre milioane de stele, există ființa iubită“ iar ceea ce conferă un sens existenței sunt relațiile dintre oameni, care implică și responsabilitatea fiecăruia pentru soarta celorlalți.
Notițele sale, făcute cu ocazia misiunilor de luptă din timpul războiului, au fost reunite și publicate postum sub titlul „La Citadelle“ („Citadela“, 1948). Alte opere ale lui Antoine de Saint-Exupéry sunt: „Lettre à un otage“ („Scrisori către un ostatec“, 1943), „Un sens à la vie“ („Să dai un sens vieții“, postum 1956).
Toți biografii săi arată că aviatorul și scriitorul Saint-Exupéry era pasionat și de știință. Aprofunda teoria cuantică, principiile entropiei. Citea filosofie, cu sentimentul că este învecinată cu știința.
În 2008, editura Gallimard a editat Lettre a l'inconnue, publicată în România la editura RAO în anul 2009, în traducerea Ilenei Cantuniari.

## Citat
„Un individ trebuie să se sacrifice pentru salvarea unei colectivități. Nu este vorba aici de o aritmetică stupidă. E vorba de respectarea omului ca individ.“ (A. de Saint-Exupéry: „Pilote de Guerre“)
„O persoană știe când atinge perfecțiunea în design, nu când nu mai are ceva de adăugat, ci când nimic nu mai poate fi scos“ (A. de Saint-Exupéry)

## Omagii
- În semn de omagiu pentru scriitorul și pionier al serviciului aeropoștal, Antoine de Saint-Exupéry, orașul său natal, Lyon, a rebotezat aeroportul de la Satolas în Aéroport international Lyon Saint-Exupéry[18], iar gara de la Satolas în Gare de Lyon-Saint-Exupéry TGV.

### Notafilie
- Pe aversul ultimei bancnote franceze, cu valoarea nominală de 50 de franci, care a fost emisă în 1993, înainte de trecerea la moneda unică europeană, Euro, sunt gravate, în colțul stânga sus, „Șarpele Boa deschis”, alături, sus, spre mijlocul bancnotei, avionul lui Saint-Exupéry în zbor, două trasee ale raidurilor africane aeriene ale lui Saint-Exupéry, Micul Prinț, în picioare, pe mica sa planetă, iar în partea dreaptă a bancnotei portretul lui Antoine de Saint-Exupéry, spre stânga (avers).

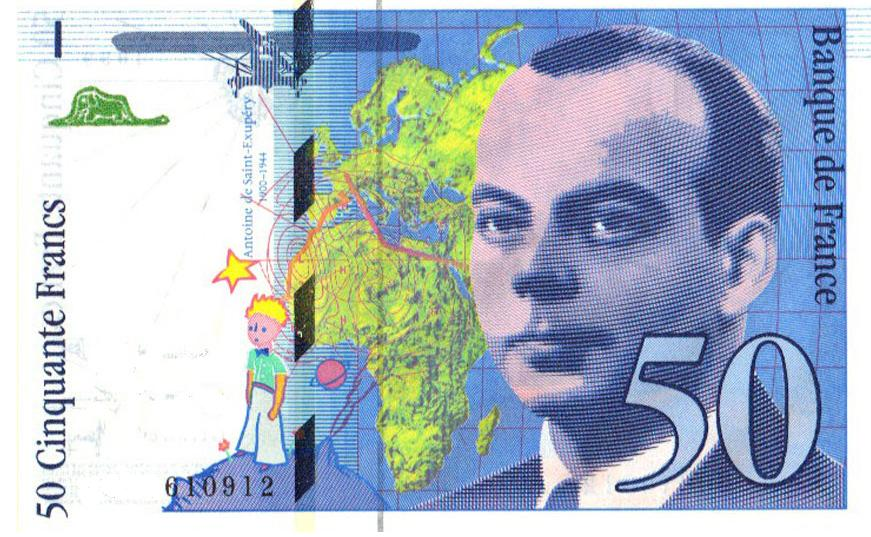
Bancnotă cu valoarea nominală de 50 de franci (1993) purtând portretul lui Antoine de Saint-Exupéry, spre stânga